# 吉成翔太郎
吉成翔太郎（2008年7月30日—），是日本演員、配音演員，屬於Theatre Academy。

## 表演作品

### 電視劇
- 女王的營養午餐（2016年，普通兒童）
- 水族女孩（2016年）
- 越志吹雪物語（2018年，武藤大輔）

### 電視節目
- 和爸爸一起
- Kis-My-Ft2 心跳加速

### 電影
- 一首歌(2018、五島田 (童年))